# Mococa (futebolista)
Gilmar Justino Dias, mais conhecido como Mococa (Mococa, 10 de março de 1958 — Mococa, 8 de junho de 2018), foi um futebolista brasileiro que atuou como volante.
Ganhou o apelido por ter nascido na cidade de mesmo nome.

## Biografia
Passou pelo juvenil da Ponte Preta e Guarani, antes de chegar à base do Palmeiras em 1975.
Foi jogador do Palmeiras entre 1978 a 1980, quando o time era dirigido pelo técnico Telê Santana. O volante fez parte da campanha do vice-campeonato brasileiro de 1978. Mococa fez 75 partidas pelo Palmeiras, com 32 vitórias, 21 empates e 22 derrotas, marcando um total de onze gols.
Em 2 de abril de 1980, atuou pela Seleção de Novos em amistoso contra a Seleção Brasileira realizado no Maracanã.
Defendeu a camisa do Santos em 1981
Chegou ao Bangu aos 22 anos como contratação de peso pelo patrono Castor de Andrade, que negociou com o Palmeiras. No clube, atuou em 138 jogos entre 1981 e 1984, marcou um gol, tendo 63 vitórias, 47 empates e 28 derrotas em seu histórico.
Graças à boa marcação e ao vigor físico, chegou a ser cogitado pelos jornalistas da época para assumir o posto de volante da Seleção de 1982, posto que acabou assumido por Paulo Roberto Falcão.
Também jogou no Rio Branco de Americana, e pelo Radium Futebol Clube, clube este de sua cidade natal.

## Morte
Morreu em sua cidade natal no dia 8 de junho de 2018, vítima de um atropelamento na rodovia SP-340.